# Peter Paul (1957)
Peter Paul (Hartford, 8 marzo 1957) è un attore statunitense.
Col fratello gemello David, entrambi caratterizzati da un fisico super muscoloso, fondano la coppia The Barbarian Brothers, che fra gli anni ottanta e i primi anni novanta interpretarono una decina di film, per lo più commedie. Sia lui che il fratello sono apparsi in un episodio di Supercar (Settembre 1984).

## Filmografia
- D.C. Cab, regia di Joel Schumacher (1983)
- Supercar, serie TV, 1 episodio (1984)
- Flamingo Kid (The Flamingo Kid), regia di Garry Marshall (1984)
- The Barbarians, regia di Ruggero Deodato (1987)
- I predatori della strada (The Road Raiders), film TV (1989)
- Due gemelli e una monella (Think Big), regia di Jon Turteltaub (1989)
- Ghost Writer, regia di Kenneth J. Hall (1989)
- Doppio guaio a Los Angeles (Double Trouble), regia di John Paragon (1992)
- Natural Born Killers, regia di Oliver Stone (1994)
- I babysitter (Twin Sitters), regia di John Paragon (1994)
- Souled Out, regia di Charles Adelman (2005)
- The White Horse Is Dead, regia di Pete Red Sky (2005)
- Faith Street Corner Tavern , regia di David Paul (2013)